# Чоглоков, Николай Павлович
Николай Павлович Чоглоков — секретарь Таврической губернии, последний редактор губернской газеты «Таврические губернские ведомости».

## Биография
Из дворян Курской губернии. Окончил физико-математический факультет Харьковского университета. В 1882 году поступил канцелярским служащим I разряда в Курское губернское правление. Был назначен помощником начальника Газетного стола с исполнением обязанностей корректора. Затем был переведён в Таврическое губернское управление.
Свыше тридцати лет редактировал губернскую газету — «Таврические губернские ведомости» одновременно являясь смотрителем губернской типографии. Был удостоен нескольких знаков отличия, произведён в губернские секретари. Во время господства в Крыму советской власти работал в губернской типографии корректором. Во время нахождения у власти белых правительств продолжал издавать губернскую газету, исполняя должность редактора. Таким образом Таврические губернские ведомости оказались самой долго просуществовавшей губернской газетой бывшей Российской империи. После эвакуации Русской армии остался в Крыму, был арестован 22 ноября 1920 года Особой военно-контрольной комиссией при 6-й армии. 
На допросе 27 ноября 1920 года в свою защиту дал показания, что в губернской газете печатались исключительно распоряжения правительства, никаких статей имеющих политический характер газета не печатала, сам Чоглоков являлся лишь исполнителем своих обязанностей и воли вышестоящих лиц. Старший следователь Голуб принял решение, что так как Чоглоков «почти полжизни проработал на государственных должностях и является старым закоренелым чиновником, имел богатую связь как с губернатором, так и с другим реакционным элементом, несомненно… является политически неблагонадёжным элементом… посему к нему необходимо применить высшую меру наказания». Расстрелян.
Вдовец, отец троих дочерей и сына.
В 1995 году реабилитирован.

## Награды
- орден святого Станислава 3-й степени,
- серебряная медаль на смерть Императора Александра III
- бронзовая медаль за труды по всеобщей народной переписи 1897 года[2].